# Criatures oblidades pel món
Criatures oblidades pel món (títol original en anglès, Creatures the World Forgot) és una pel·lícula d'aventures de 1971 dirigida per Don Chaffey i produïda i escrita per a Hammer Films per Michael Carreras. La pel·lícula se centra en la lluita diària per sobreviure d'una tribu d'homes de l'Edat de Pedra. Al llarg de la pel·lícula es parla molt poc de diàlegs, a part d'alguns grunyits i gestos. Ha estat doblada al català.

## Sinopsi de la trama
Un volcà entra en erupció i un terratrèmol obre una escletxa, engolint molts membres de la "Tribu fosca". El líder tribal és assassinat i aviat esclata una lluita pel lideratge entre dos supervivents, Mak (Brian O'Shaughnessy) i Zen. Mak venç i condueix els membres de la tribu supervivents a través d'un desert a la recerca d'una nova llar. Coneixen i fan amistat amb una tribu de gent de cabells clars. El líder de la gent de cabell ros presenta a Mak una noia, Noo, com a esposa. Mak ofereix una noia a canvi, però ja té parella. Ella intenta escapar amb la seva parella, però són atrapats i assassinats. La tribu fosca segueix endavant i finalment s'instal·la en una fèrtil vall on floreixen. Noo dona a llum dos bessons el mateix dia que una altra dona dona a llum una nena muda. La tribu exigeix que la noia sigui sacrificada, però un llamp convenç la vella bruixa de la tribu perquè l'adopti com a aprenenta.
Anys més tard, els bessons ara adolescents, (Rool de cabell fosc i Toomak de cabell clar) lluiten per l'atenció del seu pare. Rool intenta violar la noia muda. Ella escapa, però cau a les mans d'una tribu nòmada. Toomak porta Mak i els altres membres de la tribu a la cova dels nòmades. Es produeix una batalla i el cap dels nòmades és assassinat per Toomak. Toomak rescata la noia muda i pren la filla del cap derrotat, Nala, com a dona. Mak nomena Toomak com el seu successor com a cap tribal i després mor a causa de les ferides que va patir a la batalla. Rool disputa la decisió i lluita amb Toomak en una batalla ritualitzada. A la vora de la victòria, Toomak salva la vida del seu germà. Toomak decideix marxar, emportant-se en Nala i mitja tribu amb ell. Consumit per l'odi pel seu germà, en Rool decideix rastrejar en Toomak. Rool i els seus homes són atacats per una tribu del bosc, però són rescatats per Toomak. Rool, encara odiant el seu germà, segresta Nala. Toomak persegueix Rool. Al cim d'un penya-segat, en Rool estaca Nala a una pira. Toomak i Rool lluiten mentre la Nala s'allibera (només per quedar atrapada a les mans d'una pitó). Toomak salva Nala mentre la noia muda apunyala una efígie de Rool, fent-lo caure mort.

## Producció
Totes les seqüències exteriors es van rodar a Namíbia i Sud-àfrica. La pel·lícula és la quarta i última de la seqüència de pel·lícules de "Cave Girl" de Hammer, precedida per Fa un milió d'anys (1966) (també dirigida per Don Chaffey), Prehistoric Women (1967) i Quan els dinosaures dominaven la terra (1970). Igual que les altres pel·lícules, té un gran atractiu per al públic de dones tribals poc vestides. Aquesta pel·lícula evita els dinosaures animats stop-motion de la primera i tercera de la sèrie.
Criatures oblidades pel món no està relacionada amb dues pel·lícules posteriors, amb un títol semblant, La terra oblidada pel temps (1975) i Oblidats pel temps (1977). Aquests van ser fets per Amicus Productions i ambdues protagonitzades per Doug McClure.

## Repartiment
- Brian O'Shaughnessy – Mak
- Julie Ege – Nala
- Tony Bonner – Toomak
- Robert John – Rool
- Sue Wilson – Noo
- Rosalie Crutchley – La vella bruixa
- Marcia Fox - La noia muda
- Don Leonard - El vell líder